# Carcajolo noir
Le  carcajolo noir  est un cépage italien et français de raisins noirs.

## Origine et répartition géographique
Il  provient de l'île de Sardaigne où il est connu sous le nom Muristellu ou Bovale sardo. De cette île, il serait passé en Corse par le port de Bonifacio (voir les synonymes du cépage). Le carcajolo noir couvre 47 ha en Corse principalement près de Figari.
Au Portugal, où il est connu sous le nom monvedro, il couvre 73 ha. En Australie, il occupait sous le nom de False carignan une centaine d'hectares
Voir aussi l'article carcajolo blanc.

## Caractères ampélographiques
- Extrémité du jeune rameau cotonneux, blanc.
- Jeunes feuilles duveteuses, rougeâtres
- Feuilles adultes, à 5 lobes avec des sinus latéraux supérieurs profonds, un sinus pétiolaire en lyre étroite, des dents anguleuses, étroites, un limbe cotonneux.

## Aptitudes culturales
La maturité est de troisième époque: 30  jours après le chasselas.

## Potentiel technologique
Les grappes sont moyennes et les baies sont de taille  moyenne. La grappe est conique, ailée et compacte. Le cépage est de bonne vigueur et fertile. Le cépage produit des vins noirs peu alcoolique mais très colorés. 

## Synonymes
Le  carcajolo noir est connu sous les noms de bonifacengo, bonifacienco, bonifazina, bonifazino, bonvedro, cacagliola, carcaghjoliù Neru, carcagiola, carcagiolu, carcajiola, cargajola, caricagiola, caricagliola, carigiola, cua Tendra, Espagnin noir, False Carignan, garricadolza, monvedro. Des études récentes ont montré la correspondance du profil génétique entre Carcajolo noir et Muristellu, Bovale sardo et Carenisca de Sardegna et Parraleta de Espagne. D'un autre côté, il est faux d'associer le cépage sarde Caricagiola.